# جويل بيتونيو
جويل مايكل بيتونيو ، من مواليد 11 اكتوبر 1991 في سان بيدرو، كاليفورنيا ، هو لاعب معروف في رياضة كرة قدم أمريكي . اشتهر بحسن تصديه للاهداف و يلعب لصالح فريق كليفلاند براونس في الدوري الوطني لكرة القدم (NFL) في مركز الحارس الهجومي.

## سيرة شخصية

### مهنة أكاديمية
درس في جامعة نيفادا، رينو ولعب مع فريق وولف باك مدى ثلاث سنوات من 2010 إلى 2013.

### المسار المهني
تم اختياره من قبل كليفيلاند براونزفي فيالجولة الثانية، في الدور الخامس و الثلاثين خلال 2014 NFL Draft . تم اختياره كحارس ايسر أساسي في بداية موسم 2014. كما قام ب 16 مبارة افتتاحية في فريقه الذي حاز عديد الجوائز من خلال قدرته الرهيبة في التصدي للاهداف.